# 太子城村

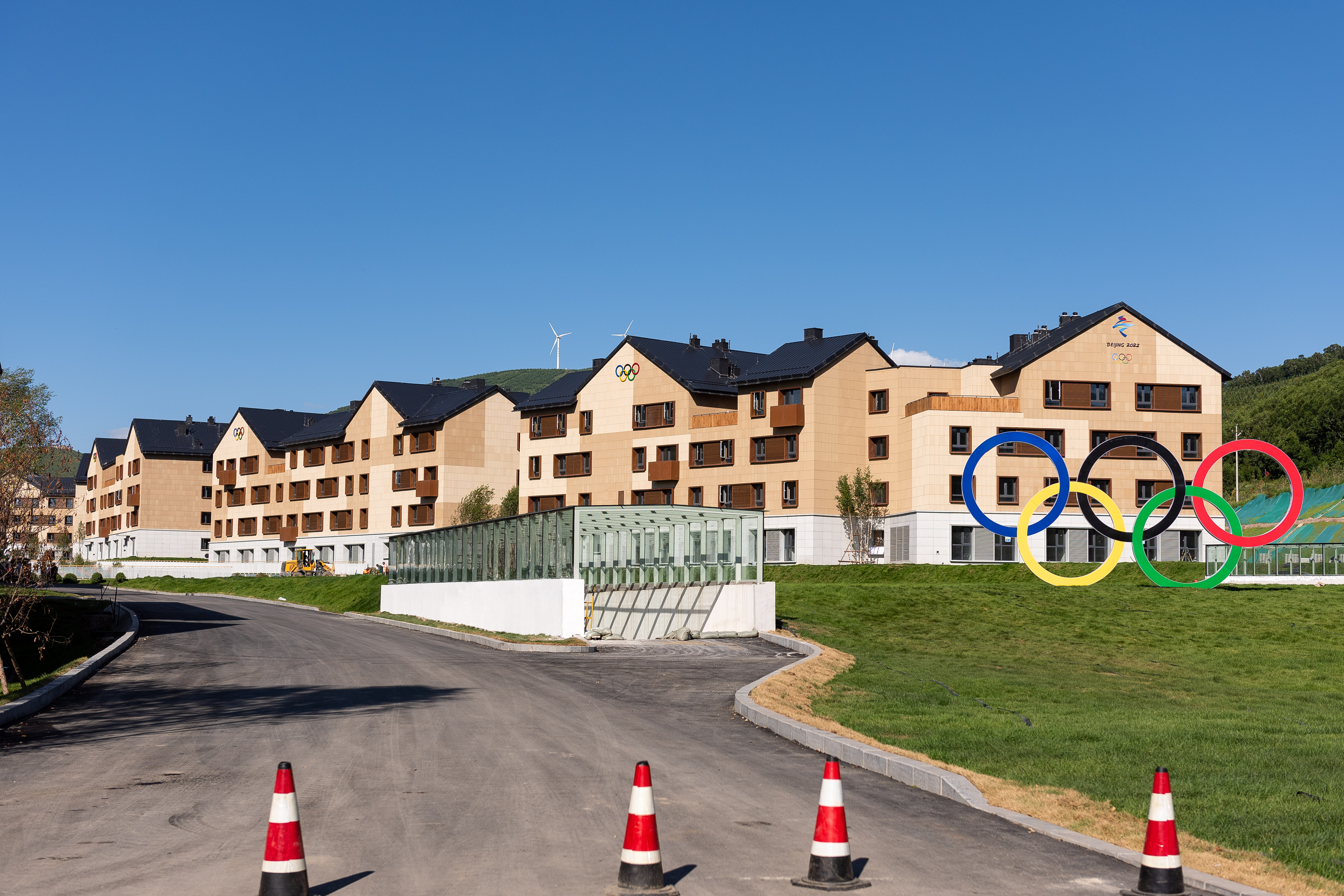
位于太子城的张家口冬奥村

太子城是中国河北省张家口市崇礼区四台嘴乡的一个村，2017年5月至17日在此地开展的2022年冬奥会和2022年冬残奥会准备工作期间发现了金朝宫殿遗址，此地被认为是金章宗的夏宫。

## 冬奥会
2022年冬季奥林匹克运动会和冬季残疾人奥林匹克运动会的一个场馆位于此地。